# Witness (Menschenrechtsorganisation)
Witness (v. englisch to witness ‚etwas miterleben‘, ‚etwas bezeugen‘) ist eine US-amerikanische Menschenrechtsorganisation mit Sitz in Brooklyn, New York City. Sie wurde 1992 von dem englischen Singer-Songwriter und Rock-Musikers Peter Gabriel, unterstützt von Human Rights First, gegründet. Ziel der Organisation ist es, authentische Video-Aufnahmen zum Nachweisen und Anprangern menschenrechtlicher Missstände weltweit zu verwenden.

## Geschichte
1991 hatte der Unbeteiligte George Holliday die brutale Verprügelung von Rodney King durch Polizisten des Los Angeles Police Departments in Los Angeles aufgezeichnet. Dadurch erkannten Menschen auf der ganzen Welt die Macht von Videos, um versteckte Missstände aufzudecken und soziale Bewegungen anzustoßen. Dieses Ereignis löste eine weltweite Diskussion über die Verantwortung dafür aus. Als Reaktion darauf gründete Peter Gabriel zusammen mit dem Lawyers Committee for Human Rights (jetzt Human Rights First) und der Reebok Foundation for Human Rights WITNESS als Organisation mit der Idee, dass die Videotechnik als Instrument zur Förderung der Menschenrechte eingesetzt werden könnte.
2011 arbeiteten dort 29 Aktivisten, denen ein Budget von insgesamt fünf Millionen Dollar zur Verfügung steht. 2007 wurde auf The Hub ein Portal geschaffen, um Videos mit Menschenrechtsverletzungen anonym hochladen zu können. Mit der Existenz des Internets wurde die Arbeit der Menschenrechtsaktivisten erleichtert, da nun auch unabhängig von Medien die mit Filmkameras oder Kamerahandys aufgenommenen Videos und Informationen weltweit verbreitet werden können. Der Witness-Aktivist Bukeni Waruzi hat beispielsweise sechs Jahre lang Videomaterial über kongolesische Kinder gesammelt, die als Soldaten zwangsrekrutiert wurden. Es floss in den Prozess gegen Thomas Lubanga am Internationalen Strafgerichtshof ein, dem ersten Prozess am IStGH überhaupt.